# Ängssnigel
Ängssnigel (Deroceras agreste) är en snäckart som först beskrevs av Carl von Linné 1758.  Ängssnigel ingår i släktet Deroceras, och familjen fältsniglar. Arten är reproducerande i Sverige.